# Ernesto Hilcken Ferragni
Ernesto Hilcken Ferragni, nato Ernest Hilcken (Parigi, 8 agosto 1827 – Cremona, 26 novembre 1882), è stato un avvocato e patriota italiano. Era figlio adottivo del patriota Francesco Ferragni, nipote dei patrioti Gaetano Ferragni e Gaetano Tibaldi, cugino del politico radical-democratico Luciano Ferragni (vedi famiglia).

## Biografia
Figlio di Luis Hilcken e Mélanie Alexandrine Brauneck, possidenti parigini, rimase presto orfano del padre. Fu così che la madre vedova, nel febbraio 1838, si risposò con l'avvocato Francesco Ferragni, seguace mazziniano riparato in Francia per sfuggire all'ondata di arresti che colpì i componenti di rilievo della Giovine Italia.
Nel novembre dell'anno successivo l’intero nucleo familiare si trasferì da Parigi a Cremona, luogo d’origine del Ferragni e città in cui l'identità di Ernest fu convertita, attraverso la registrazione anagrafica, in Ernesto Hilcken Ferragni. Negli anni successivi nacquero i fratelli Alfredo (1842) ed Elisa (1844).
Il giovane fu evidentemente affascinato dagli ideali patriottici caldeggiati dal padre adottivo e nel marzo 1848, giunte voci dei moti scoppiati a Milano, partecipò all’eccezionale insurrezione di Cremona, moto popolare che vide l'ammutinamento dell'intera guarnigione militare di stanza in città e la conseguente cacciata degli austriaci, seguita dalla distruzione degli stemmi stranieri. Nel fervore rivoluzionario si unì quindi ad alcune colonne in marcia verso il fronte asburgico, prendendo parte agli scontri occorsi sul Mincio e alle successive battaglie che prepararono l’assedio di Peschiera, con la definitiva capitolazione austriaca di Goito il 30 maggio 1848. Durante gli intrepidi mesi trascorsi in zona d’armi, Ernesto si rivelò inoltre un preciso corrispondente del giornale che il padre fondò e diresse a Cremona, narrando le calde giornate dei combattimenti.
L'illusione rivoluzionaria fu però breve: la disfatta dell'esercito sardo a Custoza, il 25 luglio, costrinse il giovane a scappare oltre confine insieme al citato padre e allo zio Gaetano Ferragni, tra i massimi attori dell'insurrezione e pertanto fortemente compromessi. Rientrò a Cremona nel gennaio 1850, sfruttando a proprio favore l’amnistia che l’Austria concesse agli immigrati volontari. Seguirono anni di vigilanza in cui l’opera di propaganda patriottica fu decisamente ardua.
Il prolungato indugio s’interruppe nella primavera del 1859, quando l’Austria attaccò il Regno di Sardegna, ora alleato con la Francia. Desideroso di arruolarsi nuovamente sotto la bandiera sabauda, Ernesto lasciò segretamente Cremona unendosi all’esodo clandestino di volontari coordinato dal cugino Diomede Bergamaschi, sacerdote che nel biennio 1858-59 collaborò con il parroco Costantino Soldi all’organizzazione delle fughe in Piemonte per la via di Piacenza e quindi di Stradella-Voghera. Giunto a Torino fu inquadrato nei Cacciatori delle Alpi, agli ordini di Garibaldi, e quindi destinato al corpo speciale Squadrone di guide e cacciatori a cavallo, reparto con cui guerreggiò nella campagna di liberazione della Lombardia settentrionale.
Nel 1865, a Mirandola, sposò Annetta Tioli, membra di una casata aristocratica modenese, originariamente servitori dei nobili Pico. Dal loro matrimonio, nel 1879, nacque Gustavo Hilcken Ferragni, dal 1911 membro di gabinetto del ministero dei lavori pubblici.